# Hemofília
L'hemofília és un conjunt de malalties hereditàries ocasionades per la carència o defecte d'algun factor de coagulació, com ara el factor VIII a l'hemofília A i el factor IX a l'hemofília B.
En contra del que es pensa comunament, la síndrome més comuna no és la presència d'hemorràgies espontànies, sinó la formació d'hematomes a causa de traumatismes o cops menors; l'agregació plaquetària no està alterada en les persones hemofíliques, el temps de sagnat Ivy és normal. També és patognomònic l'hemartrosi o el sagnat intern de les articulacions, ja que no s'hi troba el factor tissular, que és el desencadenant de la via extrínseca de la coagulació, l'única funcionant en hemofílics.
Tant l'hemofília A com l'hemofília B segueixen una herència recessiva lligada al sexe. Una dona portadora de la malaltia la transmetrà a la meitat dels seus fills varons que patiran l'hemofília i la meitat de les filles seran portadores (suposant que el pare no és hemofíl·lic), mentre que un home afectat no transmetrà l'hemofília als seus fills (ja que als fills els transmetrà el cromosoma Y) però totes les filles seran portadores de la malaltia.